# Orquesta de Cámara Orpheus
La Orquesta de Cámara Orpheus (fundada en 1972) es un conjunto de música clásica galardonado en los Grammy, basado en Ciudad de Nueva York. La Orquesta es conocida por su estilo de liderazgo colaborativo en qué los músicos, sin un director, interpretan la partitura.

## Biografía del grupo
Orquesta de Cámara Orpheus fue fundada en 1972 por Julian Fifer y un grupo de músicos jóvenes determinados a combinar la intimidad y calidez de un conjunto de cámara con la riqueza de sonido de una orquesta. Con 71 álbumes, incluyendo Shadow Dances: Stravinsky Miniatures, galardonado con el Grammy y 42 encargos y estrenos de trabajos originales, Orpheus va rotando las funciones de liderazgo musical para cada trabajo sobre el repertorio diverso a través de la colaboración y el diálogo abierto. 
Actuando sin un director, Orpheus presenta una serie anual de conciertos en el Carnegie Hall y gira extensamente por los locales nacionales e internacionales más importantes. 
Los colaboradores de Orpheus incluyen a Fazıl Say, Isaac Stern, Gidon Kremer, Itzhak Perlman, Gil Shaham, Yo-Yo Ma, Mischa Maisky, Emanuel Ax, Richard Goode, Alicia de Larrocha, Radu Lupu, Martha Argerich, Alfred Brendel, Horacio Gutiérrez, Murray Perahia, Peter Serkin, Mitsuko Uchida, Tatiana Troyanos, Martin Fröst, Anne Akiko Meyers, Maureen Forrester, Frederica von Stade, Peter Schreier, Anne Sofie von Otter, Dawn Upshaw y Renée Fleming. Orpheus ha hecho estrenos de obras de Elliott Carter, Jacob Druckman, Mario Davidovsky, Michael Gandolfi, William Bolcom, Osvaldo Golijov, Fred Lerdahl, Gunther Schuller, Ellen Taaffe Zwilich, Susan Botti, David Rakowski, Bruce Adolphe, Peter Lieberson, Elizabeth Brown, Wayne Shorter, Brad Mehldau y Han Yong.
Los miembros individuales de Orpheus han recibido reconocimientos individuales, en música de cámara y en interpretaciones orquestales. De los 30 intérpretes que comprenden la afiliación básica de Orpheus, muchos también enseñan en conservatorios y universidades en Nueva York y en el área de Nueva Inglaterra, incluyendo la Escuela Juilliard, El Conservatorio de Nueva Inglaterra, Columbia, Yale, Mannes College of Music, Universidad Estatal Montclair y la Escuela Hartt. Sus músicos también tienen puestos en otras orquestas como las New York Philharmonic, American Composer's Orchestra, Met Opera Orchestra, New Jersey Symphony Orchestra y New York City Ballet Orchestra. Sus miembros autogestionan la formación y sirven de personal administrativo así como en el Consejo de Administración.

## Registros
La Orpheus ha grabado más de 70 álbumes. Su extenso catálogo para Deutsche Grammophon incluye obras del Barroco de Handel, Corelli y Vivaldi, sinfonías de Haydn, sinfonías y serenatas de Mozart, los conciertos de viento de Mozart completos con miembros de Orpheus como solistas, obras Románticas de Dvořák, Grieg y Chaikovski y un gran número de obras del siglo XX de Bartók, Prokófiev, Fauré, Ravel, Schoenberg, Ives, Copland y Stravinsky. Las publicaciones recientes incluyen un registro de canciones populares Inglesas y Americanas con el contratenor Andreas Scholl (Decca); Creación, una colección la música Impresionista de los años 20 de París, con el saxofonista Branford Marsalis (Sony Clásica); una serie de registros de los mayores conciertos de piano de Mozart con Richard Goode (Nonesuch) y una lectura enérgica de Las Cuatro Estaciones con Sarah Chang (EMI Classics). Una colección de conciertos de piano de Mozart con Jonathan Biss fue publicada en 2008, también en EMI Classics y en 2014 Orfeo publicó su primer álbum autoproducido que contiene las Sinfonías Nos. 5 & 7 de Beethoven, grabadas en vivo en el Carnegie Hall.

## Programas educativos
Orpheus ha caracterizado su modo de operación, el Proceso Orpheus™, un método que pone a la democracia en el centro de la ejecución artística. Ha sido el foco de estudios en Harvard y Stanford y de seminarios de liderazgo en Morgan Stanley y en el Sloan-Kettering Hospital, entre otros. Dos programas educativos, Access Orpheus y Orpheus Institute tienen como objetivo brindar una aproximación al Proceso al alumnado de todas las edades.
Debido a los recursos decrecientes para la educación de artes, muchas escuelas públicas no tienen acceso a profesores de artes, para proporcionar instrucción de música. Access Orpheus ayuda a llenar este vacío con visitas de clase en sus ensayos y entradas gratuitas para sus conciertos en el Carnegie Hall.
Orpheus Institute lleva el Proceso Orpheus a músicos seleccionados de orquestas, universidades y conservatorios para darlo a conocer a estos músicos y dirigentes del mañana. También el alumnado en todos los campos de estudio puede aprender del proceso creativo Orpheus y en las áreas de colaboración, comunicación y liderazgo compartido. 

## Encargos
Desde su creación la Orquesta de Cámara Orpheus se ha dedicado a expandir el repertorio para orquesta de cámara y a inspirar a los oyentes con perspectivas nuevas. Hasta la fecha la orquesta ha encargado y presentado 39 trabajos nuevos, la mayoría de compositores norteamericanos y muchos de ellos en los principios de sus carreras. El modelo de la orquesta puede ofrecer a los compositores jóvenes un único socio colaborativo con el cual la experimentación y la retroalimentación inmediata son posibles. 
En década pasada, Orfeo presentó el Programa Nuevos Brandenburgos, comprometiendo a seis compositores para crear seis trabajos nuevos para la orquesta. Cada compositor fue unido con uno de los icónicos Conciertos de Brandeburgo de Bach e incitado a componer una pieza nueva inspirada en el original. Después Orpheus lanzó su Proyecto 440, iniciativa que encargó a cuatro compositores escogidos por un grupo diverso de consultores a través de un proceso de selección nacional. Los cuatro compositores seleccionados fueron Cynthia Wong, Clint Needham, Andrew Norman y Alex Mincek, quienes han continuado sus carreras con gran éxito. Orpheus estuvo orgullosa de ofrecer a estos compositores el espacio y tiempo necesarios para crear un trabajo nuevo con una orquesta colaborativa y quedó emocionada por la retroalimentación positiva de las audiencias y los críticos para este Proyecto 440.